# 新北市立泰山高級中學
新北市立泰山高級中學（英語：New Taipei Municipal Taishan Senior High School），簡稱為泰山高中（TSSH），是新北市轄內的一所市立之高中，位於新北市泰山區。

## 校園歷史

### 演變與發展
- 1937年成立臺北州公立新莊農民學校，為招收小學畢業生的二年制實業學校，校址位於今新北市五股區農會。
- 1941年改學制為三年制。
- 1945年改為臺北縣立新莊初級農業職業學校。
- 1953年校址遷至臺北縣三重埔。
- 1960年改制為五年制，並易校名為臺北縣立新莊農業職業學校。
- 1963年校址遷移至今泰山區明志路。
- 1967年改制為臺灣省立新莊高級中學。
- 1979年改名為臺灣省立泰山高級中學。
- 2000年改隸為國立泰山高級中學，同年校址改至辭修路現址。
- 2013年改隸為新北市立泰山高級中學[2]。

### 歷任校長
| 任期 | 姓名   | 任職日期  | 離職日期  | 異動原因                                                                 |
| ---- | ------ | --------- | --------- | ------------------------------------------------------------------------ |
| 1    | 李春種 | 1945年8月 | 1947年7月 | 調任臺北縣立淡水初級中學                                                 |
| 2    | 李加楓 | 1947年8月 | 1964年3月 | 調任臺北縣立三重初級中學                                                 |
| 3    | 李建民 | 1964年4月 | 1974年2月 | 調任臺灣省立宜蘭高級農業職業學校                                         |
| 4    | 張宗林 | 1974年3月 | 1977年7月 | 原臺中縣立東勢國民中學校長轉任，調任臺灣省立彰化高級中學                 |
| 5    | 關中   | 1977年8月 | 1980年4月 | 原臺灣省立彰化高級中學校長轉任，任內退休                                 |
| 6    | 戴華   | 1980年5月 | 1987年1月 | 原臺灣省教育廳專門委員轉任，調任臺灣省立豐原高級商業職業學校             |
| 7    | 張夢麒 | 1987年2月 | 1999年8月 | 原臺灣省立員林高級農工職業學校校長轉任，調任臺灣省立桃園高級農工職業學校 |
| 8    | 許益雄 | 1999年9月 | 2007年7月 | 原臺灣省立關西高級農業職業學校校長轉任，任內退休                         |
| 9    | 黃敏榮 | 2007年8月 | 2014年7月 | 原臺北縣立泰山國民中學學務主任升任，調任新北市立新莊高級中學             |
| 10   | 李立泰 | 2014年8月 | 2021年7月 | 原新北市立泰山國民中學校長轉任，調任新北市立三重高級商工職業學校         |
| 11   | 孔令文 | 2021年8月 | 現任      | 原新北市立鶯歌高級工商職業學校校長轉任                                   |

## 籃球隊
| 學年度    | 級別 | 成績   |
| --------- | ---- | ------ |
| 90學年度  | 甲級 | 第八名 |
| 97學年度  | 甲級 | 第七名 |
| 98學年度  | 甲級 | 第四名 |
| 99學年度  | 甲級 | 第五名 |
| 100學年度 | 甲級 | 第八名 |
| 101學年度 | 甲級 | 第三名 |
| 103學年度 | 甲級 | 亞軍   |
| 105學年度 | 甲級 | 第六名 |
| 106學年度 | 甲級 | 第五名 |
| 108學年度 | 甲級 | 第二名 |
| 109學年度 | 甲級 | 冠軍   |
| 110學年度 | 甲級 | 第四名 |
| 111學年度 | 甲級 | 第六名 |
| 112學年度 | 甲級 | 第六名 |